# Чемпионат России по международным шашкам среди женщин
Чемпионаты России по международным шашкам (или стоклеточным шашкам) среди женщин — соревнования по шашкам, которые проводятся ежегодно с 1992 года. С 1998 года в программу чемпионатов вошли соревнования с укороченным контролем времени — быстрая игра (или рапид) и молниеносная игра (блиц). Турнир с классическим контролем времени называется «основная программа» («классическая программа», классика).

## Призёры

### Основная программа
| Номе | Дата | Место           | Золото                                   | Серебро                           | Бронза                           | Формат                                                     |
| 1    | 1992 | Пятигорск       | Татьяна Тетерина                         |                                   |                                  |                                                            |
| 2    | 1993 | Солнечногорск   | Татьяна Тетерина                         |                                   |                                  |                                                            |
| 3    | 1994 | Тула            | Елена Мильшина                           |                                   |                                  |                                                            |
| 4    | 1995 | Орск            | Елена Мильшина Ишимбай                   | Елена Читайкина Москва            | Марина Боркова Тверь             |                                                            |
| 5    | 1996 | Ишимбай         | Тамара Тансыккужина Ишимбай              | Нонна Савина Братск               | Марина Боркова Тверь             |                                                            |
| 6    | 1997 | Тула            | Марина Боркова Тверь                     |                                   |                                  |                                                            |
| 7    | 1998 | Ишимбай         | Александра Бурнашёва                     |                                   |                                  |                                                            |
| 8    | 1999 | Ишимбай         | Тамара Тансыккужина Ишимбай              | Нонна Савина Братск               |                                  |                                                            |
| 9    | 2000 | Краснокамск     | Тамара Тансыккужина Ишимбай              | Татьяна Тетерина                  | Елена Читайкина                  | круговая система 13 участниц                               |
| 10   | 2001 | Ишимбай         | Гузель Георгиева                         | Тамара Тансыккужина Ишимбай       | Елена Читайкина                  | швейцарская система 9 туров 20 участниц                    |
| 11   | 2002 | Уфа             | Тамара Тансыккужина Уфа Гузель Георгиева | ------                            | Елена Мильшина                   | круговая система 12 участниц                               |
| 12   | 2003 | Уфа             | Ирина Платонова                          | Тамара Тансыккужина Уфа           | Александра Бурнашева             | круговая система 10 участниц                               |
| 13   | 2004 | Уфа             | Гузель Георгиева                         | Елена Мильшина                    | Екатерина Антуфьева              | круговая система 13 участниц                               |
| 14   | 2005 | Ишимбай         | Тамара Тансыккужина Уфа                  | Елена Мильшина                    | Ирина Платонова                  | круговая система 14 участниц                               |
| 15   | 2006 | Уфа             | Матрёна Ноговицына                       | Тамара Тансыккужина Уфа           | Олеся Абдуллина                  | круговая система 12 участниц                               |
| 16   | 2007 | Колонтаево      | Тамара Тансыккужина Уфа                  | Елена Мильшина                    | Анастасия Краснова               | круговая система 14 участниц                               |
| 17   | 2008 | Тверь           | Тамара Тансыккужина Уфа                  | Матрёна Ноговицына                | Ирина Платонова                  | круговая система 14 участниц                               |
| 18   | 2009 | Уфа             | Ирина Платонова                          | Матрёна Ноговицына                | Елена Мильшина                   | круговая система 14 участниц                               |
| 19   | 2010 | Колонтаево      | Матрёна Ноговицына                       | Тамара Тансыккужина Уфа           | Наталья Шестакова                | круговая система 14 участниц                               |
| 20   | 2011 | Уфа             | Тамара Тансыккужина Уфа                  | Матрёна Ноговицына                | Айгуль Идрисова                  | круговая система 14 участниц                               |
| 21*  | 2012 | Суздаль Ишимбай | Елена Читайкина Тамара Тансыккужина      | Юлия Валеева Айгуль Идрисова      | Елена Мильшина Наталья Шестакова | смешанная система 12 участниц круговая система 14 участниц |
| 22   | 2013 | Суздаль         | Ирина Платонова                          | Матрёна Ноговицына                | Елена Мильшина                   | смешанная система туров 12 участниц                        |
| 23   | 2014 | Тутаев          | Елена Мильшина                           | Наталья Шестакова                 | Матрёна Ноговицына               | швейцарская система 8 туров 14 участниц                    |
| 24   | 2015 | Лоо             | Матрёна Ноговицына Якутия                | Айгуль Идрисова Уфа               | Тамара Тансыккужина Уфа          | швейцарская система 8 туров 17 участниц                    |
| 25   | 2016 | Лоо             | Алия Аминова Уфа                         | Айгуль Идрисова Уфа               | Матрёна Ноговицына Якутия        | швейцарская система 9 туров 27 участниц                    |
| 26   | 2017 | Лоо             | Ника Леопольдова Санкт-Петербург         | Ольга Балукова Московская область | Аяника Кычкина Якутия            | швейцарская система 9 туров 24 участницы                   |
| 27   | 2018 | Голубицкая      | Ньургуяна Азарова Якутия                 | Анастасия Архангельская Удмуртия  | Айгуль Идрисова Башкортостан     | швейцарская система 8 туров 26 участниц                    |
| 28   | 2019 | Покровское      | Вера Горбачёва Москва                    | Тунаара Фёдорова Якутия           | Ньургуяна Азарова Якутия         | швейцарская система 9 туров 28 участниц                    |
| 29   | 2020 | Покровское      | Матрёна Ноговицына Якутия                | Тамара Тансыккужина Башкортостан  | Елена Мильшина Башкортостан      | швейцарская система 8 туров 20 участниц                    |
| 30   | 2021 | Лоо             | Алёна Большакова Якутия                  | Айгуль Идрисова Башкортостан      | Тунаара Фёдорова Якутия          | швейцарская система 9 туров 36 участниц                    |
| 31   | 2022 | Покровское      | Матрёна Ноговицына Якутия                | Тунаара Фёдорова Якутия           | Анастасия Архангельская Удмуртия | швейцарская система 8 туров 23 участницы                   |
| 32   | 2023 | Покровское      | Маргарита Фёдорова Удмуртия              | Сандаара Апросимова Якутия        | Дайаана Алексеева Якутия         | швейцарская система 8 туров 19 участниц                    |
| 33   | 2024 | Покровское      | Сандаара Апросимова Якутия               | Тунаара Фёдорова Якутия           | Айгуль Идрисова Башкортостан     | швейцарская система 7 туров 12 участниц                    |
| 34   | 2025 | Уфа             | Тамара Тансыккужина Башкортостан         | Сандаара Апросимова Якутия        | Маргарита Фёдорова Удмуртия      | швейцарская система 9 туров 24 участницы                   |

* В 2012 году из-за разногласий между федерациями проводились два турнира под названием чемпионат России, один в Суздале, другой в Ишимбае.

### Быстрые шашки
| Номер | Дата  | Место       | Золото                           | Серебро                      | Бронза                            |                                          |
| 7     | 1998  | Ишимбай     |                                  |                              |                                   | система туров участницы                  |
| 8     | 1999  | Ишимбай     | Тамара Тансыккужина              | Нонна Савина                 |                                   | система туров участницы                  |
| 9     | 2000  | Краснокамск | Татьяна Тетерина                 | Елена Мильшина               | Тамара Тансыккужина               | круговая система 10 участниц             |
| 10    | 2001  | Ишимбай     | Ольга Беллер                     | Гузель Георгиева             | Елена Читайкина                   | швейцарская система 7 туров              |
| 11    | 2002  | Уфа         | Елена Мильшина                   | Тамара Тансыккужина          | Олеся Абдуллина                   | круговая система 12 участниц             |
| 12    | 2003  | Уфа         | Ирина Платонова                  | Елена Мильшина               | Марина Боркова                    | круговая система туров участницы         |
| 13    | 2004  | ------      |                                  |                              |                                   |                                          |
| 14    | 2005  | ------      |                                  |                              |                                   |                                          |
| 15    | 2006  | Уфа         | Елена Мильшина                   | Тамара Тансыккужина          | Марфа Данилова                    | круговая система туров участницы         |
| 16    | 2007  | Колонтаево  | Анастасия Краснова               | Тамара Тансыккужина          | Елена Лубчинская                  | круговая система туров участницы         |
| 17    | 2008  | Тверь       | Тамара Тансыккужина              | Елена Мильшина               | Ирина Платонова                   | круговая система 15 участниц             |
| 18    | 2009  | Уфа         | Елена Мильшина                   | Наталья Шестакова            | Ирина Платонова                   | круговая система туров участницы         |
| 19    | 2010  | Колонтаево  | Марина Боркова                   | Айгуль Идрисова              | Софья Морозова                    | швейцарская система 9 туров 18 участниц  |
| 20    | 2011  | Ишимбай     | Юлия Валеева                     | Наталья Шестакова            | Айгуль Идрисова                   | система туров участницы                  |
| 21    | 2012* | Суздаль     | Айгуль Идрисова                  | Елена Читайкина              | Руфина Аюпова                     | система туров участницы                  |
| 22    | 2013  | Суздаль     | Айыына Собакина                  | Матрёна Ноговицына           | Гузель Георгиева                  | система туров участницы                  |
| 23    | 2014  | Тутаев      | Ирина Платонова                  | Елена Мильшина               | Наталья Шестакова                 | система туров участницы                  |
| 24    | 2015  | Лоо         | Тамара Тансыккужина ** Уфа       | Сайыына Попова Якутия        | Елена Мильшина Ишимбай            | швейцарская система 8 туров 19 участниц  |
| 25    | 2016  | Лоо         | Ника Леопольдова Санкт-Петербург | Ньургуяна Азарова Якутия     | Матрёна Ноговицына Якутия         | швейцарская система 9 туров 26 участниц  |
| 26    | 2017  | Лоо         | Ника Леопольдова Санкт-Петербург | Елена Мильшина Ишимбай       | Айгуль Идрисова Уфа               | швейцарская система 9 туров 25 участниц  |
| 27    | 2018  | Голубицкая  | Айгуль Идрисова Башкортостан     | Елена Мильшина Башкортостан  | Марина Боркова Тверская область   | швейцарская система 9 туров 21 участница |
| 28    | 2019  | Покровское  | Тамара Тансыккужина Башкортостан | Елена Мильшина Башкортостан  | Айгуль Идрисова Башкортостан      | швейцарская система 9 туров 34 участницы |
| 29    | 2020  | Покровское  | Айгуль Идрисова Башкортостан     | Сандаара Апросимова Якутия   | Тунаара Фёдорова Якутия           | швейцарская система 9 туров 29 участниц  |
| 30    | 2021  | Лоо         | Айгуль Идрисова Башкортостан     | Алия Аминова Башкортостан    | Матрёна Ноговицына Якутия         | швейцарская система 9 туров 34 участницы |
| 31    | 2022  | Покровское  | Айгуль Идрисова Башкортостан     | Матрёна Ноговицына Якутия    | Алия Аминова Башкортостан         | швейцарская система 9 туров 32 участницы |
| 32    | 2023  | Покровское  | Айгуль Идрисова Башкортостан     | Матрёна Ноговицына Якутия    | Дайаана Алексеева Якутия          | швейцарская система 9 туров 27 участниц  |
| 33    | 2024  | Покровское  | Сандаара Апросимова Якутия       | Тунаара Фёдорова Якутия      | Айгиза Мухаметьянова Башкортостан | швейцарская система 9 туров 21 участница |
| 34    | 2025  | Уфа         | Тунаара Фёдорова Якутия          | Айгуль Идрисова Башкортостан | Сандаара Апросимова Якутия        | швейцарская система 9 туров 31 участница |

** В турнире выступала вне зачёта Дарья Ткаченко (Москва), которая заняла первое место.

### Блиц
| Номер | Дата  | Место       | Золото                               | Серебро                          | Бронза                           |                                          |
| 7     | 1998  | Ишимбай     |                                      |                                  |                                  | система туров участницы                  |
| 8     | 1999  | Ишимбай     | Тамара Тансыккужина Татьяна Тетерина |                                  |                                  | система туров участницы                  |
| 9     | 2000  | Краснокамск | Тамара Тансыккужина                  | Татьяна Тетерина                 | Елена Мильшина                   | круговая система 10 участниц             |
| 10    | 2001  | Ишимбай     | Нонна Савина                         | Тамара Тансыккужина              | Анастасия Краснова               | швейцарская система 9 туров 17 участниц  |
| 11    | 2002  | Уфа         | Тамара Тансыккужина                  | Гузель Георгиева                 | Марина Боркова                   | круговая система 12 участниц             |
| 12    | 2003  | Уфа         | Тамара Тансыккужина                  | Елена Мильшина                   | Ирина Платонова                  | круговая система туров участницы         |
| 13    | 2004  | Уфа         | Тамара Тансыккужина                  | Ирина Платонова                  | Елена Мильшина                   | круговая система туров участницы         |
| 14    | 2005  | Ишимбай     | Тамара Тансыккужина                  | Елена Мильшина                   | Олеся Абдуллина                  | круговая система туров участницы         |
| 15    | 2006  | Уфа         | Тамара Тансыккужина                  | Елена Мильшина                   | Марфа Данилова                   | круговая система туров участницы         |
| 16    | 2007  | Колонтаево  | Тамара Тансыккужина                  | Елена Мильшина                   | Анастасия Краснова               | круговая система туров участницы         |
| 17    | 2008  | Тверь       | Татьяна Тетерина                     | Марфа Данилова                   | Матрёна Ноговицына               | круговая система 15 участниц             |
| 18    | 2009  | Уфа         | Тамара Тансыккужина                  | Матрёна Ноговицына               | Елена Мильшина                   | система туров участницы                  |
| 19    | 2010  | Колонтаево  | Тамара Тансыккужина                  | Матрёна Ноговицына               | Елена Мильшина                   | система туров участницы                  |
| 20    | 2011  | Уфа         | Матрёна Ноговицына                   | Айыына Собакина                  | Наталья Шестакова                | система туров участницы                  |
| 21    | 2012* | Суздаль     | Ника Леопольдова                     | Айгуль Идрисова                  | Алия Аминова                     | система туров участницы                  |
| 22    | 2013  | Суздаль     | Елена Мильшина                       | Матрёна Ноговицына               | Наталья Шестакова                | система туров участницы                  |
| 23    | 2014  | Тутаев      | Ирина Платонова                      | Матрёна Ноговицына               | Айыына Собакина                  | система туров участницы                  |
| 24    | 2015  | Лоо         | Тамара Тансыккужина Уфа              | Айгуль Идрисова Уфа              | Елена Мильшина Ишимбай           | швейцарская система 8 туров 22 участницы |
| 25    | 2016  | Лоо         | Матрёна Ноговицына Якутия            | Елена Мильшина Ишимбай           | Ника Леопольдова Санкт-Петербург | швейцарская система 9 туров 30 участниц  |
| 26    | 2017  | Лоо         | Айгуль Идрисова Уфа                  | Ника Леопольдова Санкт-Петербург | Анна Чупрова Якутия              | швейцарская система 9 туров 27 участниц  |
| 27    | 2018  | Голубицкая  | Алия Аминова Уфа                     | Айгуль Идрисова Уфа              | Елена Мильшина Ишимбай           | швейцарская система 9 туров 24 участницы |
| 28    | 2019  | Покровское  | Тунаара Фёдорова Якутия              | Матрёна Ноговицына Якутия        | Айгуль Идрисова Башкортостан     | швейцарская система 9 туров 34 участницы |
| 29    | 2020  | Покровское  | Тамара Тансыккужина                  | Жанна Бупеева                    | Сандаара Апросимова Якутия       | швейцарская система 9 туров 40 участниц  |
| 30    | 2021  | Лоо         | Аяника Колодезникова Якутия          | Матрёна Ноговицына Якутия        | Айгуль Идрисова Башкортостан     | швейцарская система 9 туров 38 участниц  |
| 31    | 2022  | Покровское  | Тунаара Фёдорова Якутия              | Айгуль Идрисова Башкортостан     | Аяника Колодезникова Якутия      | швейцарская система 9 туров 32 участницы |
| 32    | 2023  | Покровское  | Тунаара Фёдорова Якутия              | Сандаара Апросимова Якутия       | Маргарита Фёдорова Удмуртия      | швейцарская система 9 туров 28 участниц  |
| 33    | 2024  | Покровское  | Сандаара Апросимова Якутия           | Айгуль Идрисова Башкортостан     | Кристина Осипова Башкортостан    | швейцарская система 9 туров 22 участницы |
| 34    | 2025  | Уфа         | Аяника Колодезникова Якутия          | Маргарита Фёдорова Удмуртия      | Алия Аминова Башкортостан        | швейцарская система 9 туров 36 участниц  |